# Katedra w Kristiansand
Katedra w Kristiansand (bokmål: Kristiansand domkirke, nynorsk Kristiansand domkyrkje) – jest głównym kościołem diecezji Agder i Telemark i kościołem parafialnym parafii katedralnej w Kristiansand. Obecny kościół jest trzecią katedrą w mieście i czwartym kościołem na rynku w Kristiansand.

## Budynek
Kościół zbudowany przez architekta Henrika Thrap-Meyera jest jednym z największych w kraju. Kościół posiada uproszczoną gotycką budowę, i jest opisany jako neogotycki. Budynek ma 70 metrów długości i 39 metrów szerokości, a wieża ma 70 m wysokości. Pierwotnie katedra miała 2029 miejsc siedzących i 1216 miejsc stojących. Dziś może pomieścić do 1 500 osób.
W celu wykorzystania murów kościoła, który spalił się w 1880 roku, ołtarz został umieszczony po zachodniej stronie, podczas gdy kościoły zazwyczaj mają tendencję do umieszczania ołtarza od wschodu.
Prace budowlane zakończono w dniu 1 lutego 1885, i kosztowały w sumie 240 000 koron. Do budowy użyto 700 000 cegieł za 2 øre. Kościół został konsekrowany w dniu 18 marca 1885 roku przez Johana M. Bruna, który działał jako biskup.

## Kościoły wcześniejsze
Pierwszy kościół w Kristiansand powstał w 1645 roku i był poświęcony Trójcy Świętej. Został konsekrowany w dniu 21 czerwca 1646 roku. Był to mały kościół zbudowany z drewna. Kristiansand zostało siedzibą biskupa diecezjalnego w 1682 roku. Miasto musiało spełniać warunki związane z siedzibą biskupa i ufundowało pierwszą katedrę nazwaną "Kościołem Naszego Zbawiciela". Został on zbudowany z kamienia i został poświęcony przez biskupa Hansa Muncha w 1696 roku, ale spłonął na początku 1734 roku.
Trzeci miejski kościół i katedra została konsekrowana w 1738 przez biskupa Jacoba Kærupa. Kościół spłonął w dniu 18 października 1880. Obecny kościół został zbudowany na tym samym miejscu, gdzie wszystkie trzy kościoły stały.